# 大衆民主主義
大衆民主主義（たいしゅうみんしゅしゅぎ）は、民主主義の一形態で、普通選挙の実現により大衆も政治に参加できるようになった民主主義の社会のことを言う。大衆デモクラシーとも呼ばれる。
現在の日本はこれに当てはまる。大衆民主主義となる以前には制限選挙が行われており、市民などと呼ばれていた共同体の中で選ばれた人々のみが参政権を持ち、彼等によって政治がなされていた。当時の市民の定義は現在とは異なっており、それは財産と教養を持ち、それゆえに自立的に行動することが可能な者という意味であった。そのような市民に代わって大衆によって運営される民主主義の社会が大衆民主主義なわけである。大衆民主主義の社会では政治的自由よりも経済的平等や福祉国家への要求が強まることから、政府の権限や個人生活への介入が大きくなるという点が見られる。